# Kannadendal
Kannadendal è una suddivisione dell'India, classificata come census town, di 15.987 abitanti, situata nel distretto di Madurai, nello stato federato del Tamil Nadu. In base al numero di abitanti la città rientra nella classe IV (da 10.000 a 19.999 persone).

## Geografia fisica
La città è situata a 09° 59' 40 N e 78° 12' 27 E.

## Società

### Evoluzione demografica
Al censimento del 2001 la popolazione di Kannadendal assommava a 15.987 persone, delle quali 8.162 maschi e 7.825 femmine. I bambini di età inferiore o uguale ai sei anni assommavano a 1.228, dei quali 634 maschi e 594 femmine. Infine, coloro che erano in grado di saper almeno leggere e scrivere erano 13.810, dei quali 7.312 maschi e 6.498 femmine.